# 비교 판정법
미적분학에서 비교 판정법(比較判定法, 영어: comparison test)은 음이 아닌 실수 항의 급수의 수렴 여부를 판단하는 방법의 하나다. 이에 따르면, 만약 어떤 양항 급수가 어떤 수렴하는 양항 급수보다 작은 항들로 이루어졌다면, 이 급수 역시 수렴한다.

## 정의와 증명

### 급수
다음 데이터가 주어졌다고 하자.
- {\displaystyle n_{0}\in \{0,1\}}
- 두 실수 항 급수 {\displaystyle \sum _{n=n_{0}}^{\infty }a_{n}}와 {\displaystyle \sum _{n=n_{0}}^{\infty }b_{n}}

또한, 다음 조건이 성립한다고 하자.
- 충분히 큰 {\displaystyle n}에 대하여, {\displaystyle 0\leq a_{n}\leq b_{n}} (즉, 어떤 {\displaystyle N\geq n_{0}} 및 모든 {\displaystyle n>N}에 대하여, {\displaystyle 0\leq a_{n}\leq b_{n}})

그렇다면, 다음 두 가지가 성립한다.
- 만약 {\displaystyle \sum _{n=n_{0}}^{\infty }b_{n}}이 수렴한다면, {\displaystyle \sum _{n=n_{0}}^{\infty }a_{n}} 역시 수렴한다.
- 만약 {\displaystyle \sum _{n=n_{0}}^{\infty }a_{n}}이 발산한다면, {\displaystyle \sum _{n=n_{0}}^{\infty }b_{n}} 역시 발산한다.

이를 비교 판정법이라고 한다.
증명:
두 명제는 서로 대우다. 따라서 첫 번째를 증명하면 충분하다. 급수의 유한 개의 항을 변경하는 것은 급수의 수렴 여부에 영향을 미치지 않으므로, 편의상 모든 {\displaystyle n\geq n_{0}}에 대하여 {\displaystyle 0\leq a_{n}\leq b_{n}}이라고 가정할 수 있다. 음이 아닌 실수 항의 급수가 수렴할 필요충분조건은 부분합 수열이 유계 수열인 것이다. 즉,
{\displaystyle S_{n}=a_{n_{0}}+a_{n_{0}+1}+\cdots +a_{n}}
이라고 하였을 때, 어떤 {\displaystyle M<\infty } 및 임의의 {\displaystyle n\geq n_{0}}에 대하여
{\displaystyle S_{n}\leq M}
이어야 한다. (이는 실수의 완비성을 필요로 한다.) 이제, 마찬가지로
{\displaystyle T_{n}=b_{n_{0}}+b_{n_{0}+1}+\cdots +b_{n}}
이라고 하자. 만약 급수 {\displaystyle \sum _{n=n_{0}}^{\infty }b_{n}}이 수렴한다면, 어떤 {\displaystyle M<\infty } 및 임의의 {\displaystyle n\geq n_{0}}에 대하여
{\displaystyle T_{n}\leq M}
이다. 그런데 항상 {\displaystyle a_{n}\leq b_{n}}이므로
{\displaystyle S_{n}\leq T_{n}\leq M}
이다. 따라서 {\displaystyle \sum _{n=n_{0}}^{\infty }a_{n}} 역시 수렴한다.
비교 판정법은 절대 수렴의 개념을 사용하여 서술할 수 있다. 구체적으로, 다음 데이터가 주어졌다고 하자.
- {\displaystyle \mathbb {K} \in \{\mathbb {R} ,\mathbb {C} \}}
- {\displaystyle \mathbb {K} }-바나흐 공간 {\displaystyle (V,\|{\cdot }\|)}
- {\displaystyle n_{0}\in \{0,1\}}
- {\displaystyle V} 항의 급수 {\displaystyle \sum _{n=n_{0}}^{\infty }a_{n}}와 {\displaystyle \sum _{n=n_{0}}^{\infty }b_{n}}
  - 만약 {\displaystyle V=(\mathbb {K} ,|{\cdot }|)}라면, 이는 두 실수 또는 복소수 항 급수다.

또한, 다음 조건이 성립한다고 하자.
- 충분히 큰 {\displaystyle n}에 대하여, {\displaystyle \|a_{n}\|\leq \|b_{n}\|} (즉, 어떤 {\displaystyle N\geq n_{0}} 및 모든 {\displaystyle n>N}에 대하여, {\displaystyle \|a_{n}\|\leq \|b_{n}\|})
  - 만약 {\displaystyle V=(\mathbb {K} ,|{\cdot }|)}라면, 노름은 절댓값이며, {\displaystyle \|a_{n}\|\leq \|b_{n}\|}은 {\displaystyle |a_{n}|\leq |b_{n}|}이 된다.

그렇다면, 다음이 성립한다.
- 만약 {\displaystyle \sum _{n=n_{0}}^{\infty }b_{n}}이 절대 수렴한다면, {\displaystyle \sum _{n=n_{0}}^{\infty }a_{n}} 역시 절대 수렴한다.
- 만약 {\displaystyle \sum _{n=n_{0}}^{\infty }a_{n}}이 절대 수렴하지 않는다면, {\displaystyle \sum _{n=n_{0}}^{\infty }b_{n}} 역시 절대 수렴하지 않는다.

두 번째 명제에서, {\displaystyle \sum _{n=n_{0}}^{\infty }b_{n}}이 수렴하지 않는다고 결론 내릴 수 없다. 예를 들어, {\displaystyle a_{n}=b_{n}={\frac {(-1)^{n-1}}{n}}}에 대응하는 급수는 조건 수렴한다. 비교 판정법은 노름 값을 취하는 실수선의 완비성에만 의존하므로, 바나흐 공간이 아닌 노름 공간에서도 성립한다. 하지만 이 경우, 절대 수렴하는 급수는 수렴할 필요가 없다.
증명:
비교 판정법의 이전 형태에서, {\displaystyle \sum _{n=n_{0}}^{\infty }a_{n}}와 {\displaystyle \sum _{n=n_{0}}^{\infty }b_{n}}을 {\displaystyle \sum _{n=n_{0}}^{\infty }\|a_{n}\|}와 {\displaystyle \sum _{n=n_{0}}^{\infty }\|b_{n}\|}으로 대체한다.

### 이상 적분
다음 데이터가 주어졌다고 하자.
- {\displaystyle a\in \mathbb {R} }
- 두 실수 값 함수 {\displaystyle f,g\colon [a,\infty )\to \mathbb {R} }

또한, 다음 조건들이 성립한다고 하자.
- 임의의 {\displaystyle b>a}에 대하여, {\displaystyle f}와 {\displaystyle g}는 {\displaystyle [a,b]}에서 리만 적분 가능하다.
- 어떤 {\displaystyle X\geq a} 및 임의의 {\displaystyle x\geq X}에 대하여, {\displaystyle 0\leq f(x)\leq g(x)}

그렇다면, 다음 두 가지가 성립한다.
- 만약 이상 적분 {\displaystyle \int _{a}^{\infty }g(x)\,dx}가 수렴한다면, 이상 적분 {\displaystyle \int _{a}^{\infty }f(x)\,dx} 역시 수렴한다.
- 만약 이상 적분 {\displaystyle \int _{a}^{\infty }f(x)\,dx}가 발산한다면, 이상 적분 {\displaystyle \int _{a}^{\infty }g(x)\,dx} 역시 발산한다.

## 따름정리

### 극한 비교 판정법
다음 데이터가 주어졌다고 하자.
- {\displaystyle n_{0}\in \{0,1\}}
- 두 실수 항 급수 {\displaystyle \sum _{n=n_{0}}^{\infty }a_{n}}와 {\displaystyle \sum _{n=n_{0}}^{\infty }b_{n}}

또한, 다음 조건들이 성립한다고 하자.
- 충분히 큰 {\displaystyle n}에 대하여, {\displaystyle a_{n},b_{n}\neq 0}
- {\displaystyle 0<\liminf _{n\to \infty }{\frac {a_{n}}{b_{n}}}\leq \limsup _{n\to \infty }{\frac {a_{n}}{b_{n}}}<\infty }

그렇다면, 다음 두 조건이 서로 필요충분조건이다.
- 급수 {\displaystyle \sum _{n=n_{0}}^{\infty }a_{n}}이 수렴한다.
- 급수 {\displaystyle \sum _{n=n_{0}}^{\infty }b_{n}}이 수렴한다.

### 기타
다음 데이터가 주어졌다고 하자.
- {\displaystyle n_{0}\in \{0,1\}}
- 두 실수 항 급수 {\displaystyle \sum _{n=n_{0}}^{\infty }a_{n}}와 {\displaystyle \sum _{n=n_{0}}^{\infty }b_{n}}

또한, 다음 조건들이 성립한다고 하자.
- 충분히 큰 {\displaystyle n}에 대하여, {\displaystyle a_{n},b_{n}>0}
- 충분히 큰 {\displaystyle n}에 대하여, {\displaystyle {\frac {a_{n+1}}{a_{n}}}\leq {\frac {b_{n+1}}{b_{n}}}}

그렇다면, 어떤 {\displaystyle N\geq n_{0}} 및 임의의 {\displaystyle n\geq N}에 대하여,
{\displaystyle {\begin{aligned}a_{n}&=a_{N}\cdot {\frac {a_{N+1}}{a_{N}}}\cdot {\frac {a_{N+2}}{a_{N+1}}}\cdot \cdots \cdot {\frac {a_{n}}{a_{n-1}}}\\&\leq a_{N}\cdot {\frac {b_{N+1}}{b_{N}}}\cdot {\frac {b_{N+2}}{b_{N+1}}}\cdot \cdots \cdot {\frac {b_{n}}{b_{n-1}}}\\&={\frac {a_{N}}{b_{N}}}\cdot b_{n}\end{aligned}}}
이다. 만약 {\displaystyle \sum _{n=n_{0}}^{\infty }b_{n}}이 수렴한다면, {\displaystyle \sum _{n=n_{0}}^{\infty }{\frac {a_{N}}{b_{N}}}\cdot b_{n}} 역시 수렴하며, 비교 판정법에 따라 {\displaystyle \sum _{n=n_{0}}^{\infty }a_{n}}도 수렴한다. 그 대우로서, 만약 {\displaystyle \sum _{n=n_{0}}^{\infty }a_{n}}이 발산한다면, {\displaystyle \sum _{n=n_{0}}^{\infty }b_{n}}도 발산한다.

## 예
급수
{\displaystyle \sum _{n=1}^{\infty }{\frac {n^{n-2}}{\mathrm {e} ^{n}n!}}}
를 생각하자. {\displaystyle a_{n}={\frac {n^{n-2}}{\mathrm {e} ^{n}n!}}}라고 하였을 때,
{\displaystyle {\frac {a_{n+1}}{a_{n}}}={\frac {(1+1/n)^{n-2}}{\mathrm {e} }}<{\frac {(1+1/n)^{n-2}}{(1+1/n)^{n}}}={\frac {(n+1)^{-2}}{n^{-2}}}}
이다. 급수 {\displaystyle \sum _{n=1}^{\infty }{\frac {1}{n^{2}}}}는 수렴하므로, #기타에 의하여 원래 급수는 수렴한다.

## 같이 보기
- 수렴판정법
- 수렴
- 지배 수렴 정리
- 적분판정법
- 단조 수렴 정리

## 참고 문헌
- Ayres, Frank Jr.; Mendelson, Elliott (1999). 《Schaum's Outline of Calculus》 (영어) 4판. New York: McGraw-Hill. ISBN 0-07-041973-6.
- Buck, R. Creighton (1965). 《Advanced Calculus》 (영어) 2판. New York: McGraw-Hill.
- Knopp, Konrad (1956). 《Infinite Sequences and Series》 (영어). New York: Dover Publications. § 3.1. ISBN 0-486-60153-6.
- Munem, M. A.; Foulis, D. J. (1984). 《Calculus with Analytic Geometry》 (영어) 2판. Worth Publishers. ISBN 0-87901-236-6.
- Silverman, Herb (1975). 《Complex Variables》 (영어). Houghton Mifflin Company. ISBN 0-395-18582-3.
- Whittaker, E. T.; Watson, G. N. (1963). 《A Course in Modern Analysis》 (영어) 4판. Cambridge University Press. § 2.34. ISBN 0-521-58807-3.